# (6405) Komiyama
(6405) Komiyama es un asteroide perteneciente al cinturón de asteroides, descubierto el 30 de abril de 1992 por Yoshio Kushida y el también astrónomo Osamu Muramatsu desde el Yatsugatake-Kobuchizawa Observatory, Japón.

## Designación y nombre
Designado provisionalmente como 1992 HJ. Fue nombrado en honor a Fukuji Komiyama (n. 1924) quien es un técnico agrícola y forestal japonés. Su apoyo desde hace mucho tiempo ha contribuido en gran medida al Observatorio de la Base Sur de Yatsugatake y su trabajo.

## Características orbitales
(6405) Komiyama está situado a una distancia media del Sol de 2,263 ua, pudiendo alejarse hasta 2,537 ua y acercarse hasta 1,989 ua. Su excentricidad es 0,121 y la inclinación orbital 4,771 grados. Emplea 1243,54 días en completar una órbita alrededor del Sol.

## Características físicas
La magnitud absoluta de (6405) Komiyama es 13,33. Tiene 6,529 km de diámetro y su albedo se estima en 0,263. 